# Baie Verte (Northumberland Strait)
Baie Verte – zatoka (ang. bay, franc. baie) cieśniny Northumberland Strait w kanadyjskich prowincjach Nowa Szkocja (hrabstwo Cumberland) i Nowy Brunszwik (hrabstwo Westmorland); nazwa urzędowo zatwierdzona 10 kwietnia 1943 (Nowa Szkocja) i 6 stycznia 1948 (Nowy Brunszwik).